# Who Is It (canção de Michael Jackson)
"Who Is It" é uma canção de Michael Jackson presente no álbum Dangerous, de 1991. A canção foi bem recebida pelos críticos de música. "Who Is It" ocupou as posições #6 no chart U.S. R&B charts e #14 no chart da Billboard Hot 100. Jackson nunca performou a canção em seus shows, mas ele fez um ligeiro beat-box da música durante uma entrevista a apresentadora Oprah Winfrey em 1993.

## Música
A letra fala do desespero de um homem que foi traído. Os críticos observaram que tanto a letra quanto a musicalidade da canção lembram muito "Billie Jean", fazendo alguns acharem que é a continuação do hit de 1983. Durante os ensaios da Dangerous World Tour, Jackson canta a canção depois de "Billie Jean", podendo assim realmente haver uma relação entre as duas músicas. Se colocada em ritmo acelerado, "Who Is It"  soa semelhante a música da fase Ice Cap do jogo de videogame Sonic the Hedgehog 3. Depois da morte de Michael, se confirmaram os rumores de que ele foi realmente o compositor da trilha do game.

## Videoclipe
O vídeo da música "Who Is It" foi dirigido por David Fincher e é definido em um neo-cromo Blade Runner-como a paisagem, onde as superfícies refletem a luz e denotam luxo em todo seu esplendor. Vemos Michael Jackson sofrendo, como um homem solitário, chegando à conclusão de que sua namorada o está traindo. Ele encontra um cartão de platina com o nome 'Alex' aparentemente confirmando que ela está enganando-o. Conforme o vídeo avança, descobrimos que sua namorada está prestando serviços para um bilionário de uma agência secreta de prostitutas, pela qual a namorada de Jackson tem identidade e aparência visual alteradas regularmente, geralmente entre os clientes, confirmando que ela é uma prostituta de alta classe. Isso revela que o nome 'Alex' no cartão encontrado por Michael é um de seus pseudônimos. A garota sente que algo está errado, desafia seus observadores e corre de volta para casa de Jackson para encontrá-lo. Lá, ela encontra o assistente de Jackson na porta, que se recusa a deixá-la entrar, revelando que MJ já sabe de toda a verdade e foi embora. Devastada, ela é forçada a voltar atrás e se submeter a patrões cruéis, continuando como uma prostituta de alta classe. O vídeo termina com sua agora ex-namorada sendo preparada para outro cliente, enquanto Michael tenta dormir em um jato. Durante o vídeo, um rosto estranho que parece um fantasma aparece nos ambientes onde MJ se encontra, algo que lembra o misterioso poder mágico de Jackson no video clipe de Billie Jean.

## Faixas
UK single
1. "Who Is It" (The Most Patient Mix) – 7:44
2. "Who Is It" (IHS Mix) – 7:58
3. "Don't Stop 'Til You Get Enough" (Roger's Underground solution mix) – 6:22

UK 7" single
1. "Who Is It" (Single Edit)
2. "Rock With You" (Master's At Work Remix)

U.S. single
1. "Who Is It" (Oprah Winfrey Special Intro) –rei 4:00
2. "Who Is It" (Patience Edit) – 4:01
3. "Who Is It" (House 7") – 3:55
4. "Who Is It" (Brothers in Rhythm House Mix) – 7:13
5. "Beat It" (Moby's Sub Mix) – 6:11

## Desempenho nas paradas
Gráficos semanais
| Paradas (1992/2009)                              | Melhor posição |
| ------------------------------------------------ | -------------- |
| Austrália (Australian Singles Chart)             | 34             |
| Áustria (Austrian Singles Chart)                 | 5              |
| Países Baixos (Dutch Singles Chart)              | 12             |
| França (French Singles Chart)                    | 8              |
| Nova Zelândia (New Zealand Singles Chart)        | 2              |
| Noruega (Norwegian Singles Chart)                | 10             |
| Suécia (Swedish Singles Chart)                   | 24             |
| Suíça (Swiss Singles Chart)                      | 14             |
| Reino Unido (UK Singles Chart)                   | 10             |
| Estados Unidos (Billboard Hot 100)               | 14             |
| Estados Unidos (Billboard Pop Songs)             | 6              |
| Estados Unidos (Billboard Hot R&B/Hip-Hop Songs) | 6              |
| Estados Unidos (Billboard Hot Dance Club Songs)  | 1              |

1. 1 2 3 4 5 6 7 8
2. ↑  «Michael Jackson - Who Is It». ChartStats.com. Hung Medien. Consultado em 14 de março de 2010
3. 1 2 3 4  «allmusic (( Dangerous > Charts & Awards > Billboard Singles )))». Allmusic.com. Rovi Corporation. Consultado em 14 de março de 2010